# 장난을 잘 치는 타카기 양 (영화)
2024년에 개봉한 일본의 로맨스 코미디 드라마 영화이다.

## 출연

### 주연
- 나가노 메이 : 타카기 양 역
- 타카하시 후미야 : 니시카타 역
- 쿠로카와 소야
- 츠키시마 루이

### 조연
- 스즈키 진 : 나카이 역
- 타이라 유우나 : 마노 역
- 마에다 오시로 : 하마구치 역
- 시다 사라 : 호조 역
- 시라토리 타마키 : 오제키 미키 역
- 사이토 준 : 마치다 료 역
- 에구치 요스케 : 타나베 선생 역

## 수입사
- 블루라벨픽쳐스

## 참고 사항
- 원작자가 내세운 ‘둘이 만나지 못한 공백기에 누군가와 사귀었다는 설정을 넣지 말 것’이라는 조건 하에 제작했다.